# 東京都廳
東京都廳（日语：／ Tōkyō tochō ?）是日本東京都的行政機關，其前身為1868年10月2日（慶應四年舊曆8月17日）所成立的東京府廳、以及1889年（明治22年）5月1日成立的東京市役所，1943年（昭和18年）隨著東京府與東京市合併改制為東京都而成立。由於日本僅有東京一個「都」，因而常簡稱為「都廳」，中文則常以「東京都政府」稱之。除了內部單位（知事部局）之外，還包括行政委員會（含警視廳）、消防機關、公營企業、都立學校等各類附屬機關，其轄下之編制員工達16萬5千人。

## 沿革
- 1943年 - 隨著《東京都制》的施行，東京府與東京市統合為東京都，以「都廳」做為行政機關。辦公廳舍則設於麴町區的原東京府廳舍（現址為東京國際論壇大樓）。
- 1947年 - 《地方自治法》施行，東京都將行政區從35個整編為23個，並改制為特別區。
- 1952年 - 特別區長從直選改為間接選舉，由都議會選任後報請都知事同意。
- 1957年 - 第二代都廳舍完工，位於二戰期間被毀的第一代都廳舍原址。
- 1964年 - 福祉事務所移交各特別區管理。
- 1975年 - 特別區長恢復直選。保健所等多項都廳主管事務移交各特別區管理。
- 1991年 - 位於西新宿二丁目的第三代都廳舍啟用，東京都廳與東京都議會均遷移至此。
- 2000年 - 公共清潔事業移交特別區。未移交的部分業務與環境保全局統合，改組為環境局。
- 2010年 - 東京奧運帕運申辦本部解散。成立體育振興局，原生活文化體育局改組為生活文化局。

## 組織
- 知事
  - 副知事（政務官，共4名）
    - 技監（事務官，由涉及技術領域的知事部局首長兼任）
      - 知事部局（15個）
      - 消防機關（東京消防廳）
- 地方公營企業（3個）
- 行政委員會（9個）
- 地方獨立行政法人（2個）

### 知事部局
- 知事本局 - 總務部、地方分權推進室、外務部、基地對策室、政策部、計畫調整部
  - 青少年·治安對策本部 - 綜合對策部
- 總務局 - 總務部、復興支援對策部、行政改革推進部、情報系統部、首都大學支援部、人事部、行政監察室、行政部、綜合防災部、統計部、人權部
- 財務局 - 經理部、主計部、財產運用部、建築保全部
- 主税局 - 總務部、税制部、課税部、資產税部、徴税部
- 生活文化局 - 總務部、廣報廣聽部、都民生活部、消費生活部、私學部、文化振興部
- 體育振興局 - 總務部、體育事業部、體育祭東京推進部、招致推進部
- 都市整備局 - 總務部、都市促進政策部、住宅政策推進部、都市基盤部、市街地整備部、市街地建築部、都營住宅經營部
- 環境局 - 環境政策部、都市地球環境部、環境改善部、自動車公害對策部、自然環境部、廢棄物對策部
- 福祉保健局 - 總務部、指導監査部、醫療政策部、保健政策部、生活福祉部、高齡社會對策部、少子社會對策部、障害者施策推進部、健康安全部
- 病院經營本部 - 經營企劃部、服務推進部
- 產業勞動局 - 總務部、商工部、金融部、金融監理室、觀光部、農林水產部、雇用就業部
- 東京都中央批發市場 - 管理部、事業部、新市場整備部
- 建設局 - 總務部、用地部、道路管理部、道路建設部、三環狀道路整備推進部、公園綠地部、河川部
- 港灣局 - 總務部、港灣經營部、臨海開發部、港灣整備部、離島港灣部
- 會計管理局 - 管理部、警察·消防出納部

### 地方公營企業
- 交通局 - 總務部、職員部、資產運用部、電車部、自動車部、車輛電器部、建設工務部
- 水道局 - 總務部、職員部、經理部、服務推進部、淨水部、給水部、建設部、研修·開發中心、顧客中心、水運用中心、水質中心、水源管理事務所、中央支所、東部第一支所、東部第二支所、西部支所、南部第一支所、南部第二支所、北部支所、東部建設事務所、西部建設事務所、朝霞淨水管理事務所、金町淨水管理事務所、東村山淨水管理事務所
  - 多摩水道改革推進本部 - 調整部、施設部、立川給水管理事務所、多摩給水管理事務所
- 下水道局 - 總務部、職員部、經理部、計劃調整部、施設管理部、建設部
  - 流域下水道本部 - 管理部、技術部

### 行政委員會
- 教育委員會 - 教育廳 - 總務部、都立學校教育部、地域教育支援部、指導部、人事部、福利厚生部
- 選舉管理委員會 - 事務局
- 人事委員會 - 事務局 - 任用公平部、試驗部
- 監査委員 - 事務局
- 公安委員會 - 警視廳 - 總務部、警務部、交通部、警備部、地域部、公安部、刑事部、生活安全部、組織犯罪對策部
- 勞動委員會 - 事務局
- 徵收委員會 - 事務局
- 海區漁業調整委員會 - 事務局
- 內水面漁場管理委員會 - 事務局

### 地方獨立行政法人
- 地方獨立行政法人東京都立產業技術研究中心
- 公立大學法人首都大學東京 - 首都大學東京、產業技術大學院大學、東京都立產業技術高等専門學校

## 外部連結
- 東京都廳 （页面存档备份，存于）（日語）（英文）（简体中文）